# 平林忠雄
平林 忠雄（ひらばやし ただお、1909年3月26日 - 1979年3月4日）は、日本の経営者。田辺製薬社長を務めた。長野県出身。

## 経歴・人物
1934年に大阪商科大学を卒業し、大倉高等商業学校で講師を務め、大日本油脂での勤務を経て、1940年10月に田辺製薬に入社し、同時に監査役にも就任。
1948年1月に取締役、1955年9月に代表取締役、1956年6月に専務を経て、1963年8月には社長に就任。
1971年10月に藍綬褒章を受章。
1979年3月4日肺炎のために死去。69歳没。